# Cataglyphis
Genre
Cataglyphis est un genre de fourmis désertiques de la sous-famille des Formicinae. L'espèce type est Cataglyphis bicolor, très répandue au nord de l'Afrique et à la jonction avec l'Asie. Comme les autres espèces de Cataglyphis, celle-ci est thermophile. Elle profite des chaudes journées du désert pour récolter les proies mortes de la chaleur, ayant une température létale supérieure à 50 °C et ayant de nombreuses adaptations pour réduire sa température elle peut profiter, sans compétition, des heures les plus chaudes de la journée. Il est cependant important de préciser que les espèces du groupe bicolor sont particulièrement imposantes et n'hésitent pas à tuer des proies qui passeraient à leur portée. Ce genre comprend aujourd'hui une centaine d'espèces vivant dans les lieux arides de l'écozone paléarctique. Plus précisément le sud et l'est de l'Europe, le centre de l'Asie et le nord de l'Afrique.

## Taxonomie
Ce genre a connu de nombreux noms au cours de l'histoire. Le nom actuel est selon la description de D. Agostsi de 1990, il sépare distinctement les Cataglyphis des Proformica (en) et autres Formicini tout en créant la distinction entre les groupes de Cataglyphis et en ajoutant une clé d'identification de ces groupes.
À l'origine nommée Myrmecocystus, puis Monocombus, Paraformica, Machaeromyrma, et Eomonocombus pour enfin arriver aux Cataglyphis actuelles. À noter que la confusion avec Proformica a subsisté longtemps, il est possible que d'autres changements aient lieu à l'avenir.

## Description
Les Cataglyphis ont de nombreuses particularités physiques différentes selon les groupes d'espèces mais elles ont tout de même quelques points communs : des pattes longues pour s'éloigner du sol et de sa chaleur, des mâles relativement imposants, des ocelles pour les sexués et les ouvrières, des couleurs allant du noir au jaune blanchâtre en passant par diverses teintes de rouge, elles ont des yeux assez développés avec de nombreuses facettes pour repérer les objets, les ouvrières sont toutes assez minces, elles sont très poilues notamment au niveau des mandibules, toutes les espèces sont grandement polymorphiques, de taille variant parfois du simple au triple entre les plus petites et les plus grosses ouvrières, et la tête est assez grosse par rapport au corps.

## Différents groupes
Voici les différences entre les groupes de Cataglyphis connus à l'heure actuelle : 
- Groupe bombycina : ouvrières recouvertes de poils argentés pour bombycina, dorés pour sabulosa. L'espèce possède des "soldats", ouvrières plus grosses avec une tête disproportionnée pour comporter de lourdes mandibules capables de déplacer beaucoup de sable. Ces soldats ne se battent pas malgré leurs attributs, ils ont pour seule activité de creuser le sable. Les ouvrières sont parmi les insectes les plus rapides du monde, pouvant atteindre 85,5 cm/s (3,1 km/h).
- Groupe bicolor : les fourrageuses sont capables de relever l'abdomen au cours de leurs déplacements pour éloigner leurs organes vitaux du sol brulant. Les membres de ce groupe sont particulièrement grandes. Il est admis que les plus grosses ouvrières du genre sont des majors.
- Groupe altisquamis : les gynes de ce groupe sont souvent brachyptères, totalement incapables de voler. La reproduction se fait par bouturage : plusieurs gynes fécondées et non fécondées quittent le nid avec des ouvrières. Les espèces de ce groupe pratiquent l'hybridogénèse sociale : les gynes fécondées produisent les ouvrières et femelles diploïdes pendant que les non fécondées produisent les mâles haploïdes.
- Groupe pallida : couleur brun clair à jaune blanchâtre.
- Groupe emmae : croissance allométrique distincte avec des ouvrières presque dimorphes.
- Groupe cursor : groupe le plus divergent des autres, il forme une branche à part des autres membres du genre. On le retrouve dans des zones plus tempérées d'Europe. On observe également une variation de taille monophasique dans la caste ouvrière.
- Groupes urens, nigriceps, albicans : phylogénétiquement proches de bicolor, relèvent également l'abdomen. Pas d'informations supplémentaires.

## Comportements de navigation
Dans les déserts, les fourmis vivent là où aucun buisson ou touffe d'herbe n'est disponible pour les protéger, et où les pistes sont recouvertes de sable soufflé par le vent en quelques secondes. Le soleil de midi est si chaud que même les résidents permanents, lézards des sables, insectes et quelques oiseaux, doivent s'abriter, mais c'est alors que, lorsque le soleil est à son zénith, pendant à peine plus d'une heure, les Cataglyphis doivent sortir de leurs nids et se nourrir. Elles peuvent résister à des températures plus élevées que tout autre insecte, Elles courent sur le sable et cherchent des insectes morts de chaleur. Chaque fourmi se précipite en zigzag, mais dès qu'elle a la chance de trouver un minuscule cadavre d'insecte, elle doit le ramener au plus vite au nid avant de mourir d'hyperthermie. Elle ne reproduit pas le chemin en zigzag de son aller ; même si un sentier olfactif rendait cela possible, un tel itinéraire serait une perte de temps. Au lieu de cela, elle court en ligne droite directement vers son nid. À l'aller, elle zigzague à droite et à gauche. Chaque fois qu'elle change de direction, elle lève la tête et tourne pour se diriger vers le soleil. De plus, elle doit se souvenir de la distance parcourue à chaque course droite. Lorsqu'il est temps de rentrer au nid, elle additionne toutes ces données pour retourner très précisément au nid en ligne droite. Certains voyages aller prennent un quart d'heure à une fourmi, avec des observations du soleil toutes les quelques secondes et une fraction de cette durée pour revenir au nid. Dans une expérience, des fourmis individuelles ont été équipées d'un appareil qui bloquait la vue directe du soleil, tout en donnant une fausse impression de l'endroit où se trouvait le soleil, à l'aide d'un miroir. Lorsque ces fourmis se sont dirigées vers leur nid, elles se sont précipitées vers un point du désert déplacé d'autant que le miroir avait déplacé la position du soleil.
Pour parvenir à se repérer, les Cataglyphis ont donc une vision polarisée, liée au pattern de lumière polarisée ; elles sont capables de voir des couleurs invisibles aux humains.

## Répartition
La majorité des espèces de Cataglyphis se concentrent dans le Sahara, on en retrouve aussi bon nombre au sud de l'Europe, et en Eurasie. Certaines sont aussi présentes en Asie centrale et s'étendent jusqu'à l'ouest de la Chine.

## Liste des espèces
Selon antcat :
- Cataglyphis abyssinicus (Forel, 1904)
- Cataglyphis acutinodis Collingwood & Agosti, 1996
- Cataglyphis adenensis (Forel, 1904)
- Cataglyphis aenescens (Nylander, 1849)
- Cataglyphis agostii Sharaf, 2007
- Cataglyphis albicans (Roger, 1859)
- Cataglyphis alibabae Pisarski, 1965
- Cataglyphis altisquamis (Andre, 1881)
- Cataglyphis aphrodite Salata et al, 2023
- Cataglyphis arenaria Finzi, 1940
- Cataglyphis argentatus (Radoszkowsky, 1876)
- Cataglyphis asiriensis Collingwood, 1985
- Cataglyphis aurata Menozzi, 1932
- Cataglyphis bazoftensis Khalili-Moghadam, 2021
- Cataglyphis bellicosa (Karavaiev, 1924)
- Cataglyphis bergiana Arnol'di, 1964
- Cataglyphis bicolor (Fabricius, 1793) — fourmi bicolore du Sahara
- Cataglyphis bombycina (Roger, 1859) — fourmi argentée du Sahara
- Cataglyphis bergiana Arnol'di, 1964
- Cataglyphis cana Santschi, 1925
- Cataglyphis chionistrae Salata et al, 2023
- Cataglyphis cinnamomeus (Karavaiev, 1910)
- Cataglyphis constrictus (Mayr, 1868)
- Cataglyphis cretica (Forel, 1910)
- Cataglyphis cubica (Forel, 1903)
- Cataglyphis cugiai Menozzi, 1939
- Cataglyphis cuneinodis Arnol'di, 1964
- Cataglyphis cursor (Fonscolombe, 1846)
- Cataglyphis dejdaranensis Khalili-Moghadam et al, 2021
- Cataglyphis diehlii (Forel, 1902)
- Cataglyphis douwesi De Haro & Collingwood, 2000
- Cataglyphis elegantissimus Arnoldi, 1968
- Cataglyphis emeryi (Karavaiev, 1910)
- Cataglyphis emmae (Forel, 1909)
- Cataglyphis espadaleri Cagniant, 2009
- Cataglyphis fici Salata et al., 2021
- Cataglyphis fisheri Sharaf & Aldawood, 2015
- Cataglyphis flavitibia Chang & He, 2002
- Cataglyphis flavobrunnea Collingwood & Agosti, 1996
- Cataglyphis floricola Tinaut, 1993
- Cataglyphis foreli (Ruzsky, 1903)
- Cataglyphis fortis (Forel, 1902) — désert du Sahara
- Cataglyphis fossilis Cagniant, 2009
- Cataglyphis frigidus (Andre, 1881)
- Cataglyphis fritillariae Khalili-Moghadam et al., 2021
- Cataglyphis gaetula Santschi, 1929
- Cataglyphis glabilabia Chang & He, 2002 valid
- Cataglyphis gracilens Santschi, 1929
- Cataglyphis hannae Agosti, 1994 — Tunisie
- Cataglyphis harteni Collingwood & Agosti, 1996
- Cataglyphis helanensis Chang & He, 2002
- Cataglyphis hellenica (Forel, 1886)
- Cataglyphis hispanica (Emery, 1906)
- Cataglyphis holgerseni Collingwood & Agosti, 1996
- Cataglyphis humeya Tinaut, 1991
- Cataglyphis iberica (Emery, 1906)
- Cataglyphis indica Pisarski, 1961
- Cataglyphis isis (Forel, 1913)
- Cataglyphis israelensis Ionescu & Eyer, 2016
- Cataglyphis italica (Emery, 1906)
- Cataglyphis kurdistanica Pisarski, 1965
- Cataglyphis laevior Santschi, 1929
- Cataglyphis livida (Andre, 1881)
- Cataglyphis lunatica Baroni Urbani, 1969
- Cataglyphis lutea Weber, 1952
- Cataglyphis machmal Radchenko et Arakelian, 1991
- Cataglyphis marroui Cagniant, 2009
- Cataglyphis mauritanica (Emery, 1906) — désert du Sahara
- Cataglyphis minima Collingwood, 1985
- Cataglyphis minos Borowiec & Salata, 2022
- Cataglyphis nigra (Andre, 1881)
- Cataglyphis nigripes Arnoldi, 1964
- Cataglyphis nodus (Brulle, 1832)
- Cataglyphis oasium Menozzi, 1932
- Cataglyphis opacior Collingwood & Agosti, 1996
- Cataglyphis otini Santschi, 1929
- Cataglyphis oxiana Arnoldi, 1964
- Cataglyphis pallida Mayr, 1877
- Cataglyphis piligera Arnoldi, 1964
- Cataglyphis piliscapa (Forel, 1901)
- Cataglyphis pubescens Radchenko & Paknia, 2010
- Cataglyphis rosenhaueri Santschi, 1925
- Cataglyphis rubra (Forel, 1903)
- Cataglyphis sabulosa Kugler, 1981
- Cataglyphis saharae Santschi, 1929
- Cataglyphis savignyi (Dufour, 1862) — désert du Sahara
- Cataglyphis semitonsus Santschi, 1929
- Cataglyphis setipes (Forel, 1894)
- Cataglyphis shuaibensis Collingwood & Agosti, 1996
- Cataglyphis stigmata Radchenko & Paknia, 2010
- Cataglyphis takyrica Dlussky, 1990
- Cataglyphis tartessica Amor & Ortega, 2014
- Cataglyphis theryi Santschi, 1921
- Cataglyphis urens Collingwood, 1985
- Cataglyphis vaucheri (Emery, 1906)
- Cataglyphis velox Santschi, 1929
- Cataglyphis viatica (Fabricius, 1787)
- Cataglyphis viaticoides (Andre, 1881)
- Cataglyphis zakharovi Radchenko, 1997